# Brachypteracias
Brachypteracias é um género de ave da família Brachypteraciidae.
Este género contém a seguinte espécies:
- Brachypteracias leptosomus, rolieiro-da-terra-elegante [1]

Anteriormente estava contido o Rolieiro-da-terra-escamoso, atualmente classificado no género Geobiastes